# Araneus rufipes
Araneus rufipes är en spindelart som först beskrevs av O. Pickard-Cambridge 1889.  Araneus rufipes ingår i släktet Araneus och familjen hjulspindlar.
Artens utbredningsområde är Guatemala. Inga underarter finns listade i Catalogue of Life.